# Глин Нийт
Глин Нѝйт (на английски: Glyn Neath или Glynneath; на уелски: Glyn-nedd, Глин-нѐд) е град в Южен Уелс, графство Нийт Порт Толбът. Разположен е около десния бряг на река Нийт в нейното горно течение. Намира се на около 30 km на север от столицата Кардиф. Населението му е 4368 жители според данни от преброяването през 2001 г.